# Livaie
Livaie település Franciaországban, Orne megyében. Lakosainak száma 206 fő (2018. január 1.). Livaie Saint-Didier-sous-Écouves, Fontenai-les-Louvets, Longuenoë, La Roche-Mabile, Saint-Denis-sur-Sarthon és Saint-Nicolas-des-Bois községekkel határos.

## Népesség
A település népességének változása:
| Lakosok száma | 194  | 190  | 197  | 199  | 206  |
|               | 2013 | 2015 | 2016 | 2017 | 2018 |